# 36-я гвардейская общевойсковая армия
36-я гвардейская общевойсковая армия (сокр. 36 гв. ОА, в/ч 05776) — оперативное объединение Вооружённых сил Российской Федерации в составе Восточного военного округа. Пункт постоянной дислокации управления армии — г. Улан-Удэ.
В годы Второй мировой войны участвовала в Забайкалье в обороне СССР и в советско-японской войне. С 2022 года принимает участие во вторжении на Украину.

## История
36-я армия впервые была сформирована 26 июля 1941 г. на базе 12-го стрелкового корпуса в соответствии с директивой № 76818 Генерального штаба Красной армии от 24.04.1941 г. № 76818. Первоначальное место дислокации управления армии — 79-й разъезд Забайкальской железной дороги (Шерловая Гора), затем посёлок Борзя Читинской области.
В сентябре 1941 г. она включена в состав Забайкальского фронта и в течение всего периода Великой Отечественной войны обороняла государственную границу СССР в Забайкалье от японских милитаристов. Первоначальное место дислокации армии — 79-й разъезд Забайкальской железной дороги, затем посёлок Борзя Читинской области. К концу 1941 года из 4 дивизий, входивших в состав армии, осталась только 94-я стрелковая дивизия, остальные три были переброшены на советско-германский фронт.
Первоначально в армию входили следующие боевые единицы:
- управление (штаб)
- 65-я стрелковая дивизия
- 93-я стрелковая дивизия
- 94-я стрелковая дивизия
- 114-я стрелковая дивизия
- 31-й укрепрайон
- 32-й укрепрайон
- ряд артиллерийских и других частей

Соединения и воинские части, входившие в состав армии, сражались на фронтах Великой Отечественной войны. Имели 66 боевых наград, 28 частей имели почётные наименования, 27 частей являлись гвардейскими.
С августа по сентябрь 1945 г. 36-я армия в составе Забайкальского фронта участвовала в Хингано-Мукденской операции, освобождала Хайлар, Мукден, Цицикар, Порт-Артур.
В августе и сентябре 1945 года 36-я армия находилась в следующем составе:
- управление (штаб)
- 2-й стрелковый корпус (103 сд, 275 сд, 293 сд)
- 86-й стрелковый корпус (94 сд, 210 сд, 298 сд)
- 94-й стрелковый корпус (124 сд, 192 сд, 221 сд) — передан в состав армии в сентябре 1945 года
- 31-й укрепрайон
- 32-й укрепрайон
- ряд танковых, артиллерийских и других соединений и частей

В Хингано-Мукденской операции 1945 года армия (2-й и 86-й стрелковый корпуса, 293-я и 298-я стрелковые дивизии, 31-й и 32-й УР, ряд танковых, артиллерийских и других соединений и частей) наносила удар из районов Даурии и северо-восточнее Дурэя на Хайлар с целью обеспечения главной ударной группировки фронта с Севера. Для стремительного преодоления степных и горных районов, разгрома с ходу частей прикрытия противника и обеспечения быстрого выхода главных сил армии в центральные районы Маньчжурии была создана армейская подвижная группа в составе 205-й танковой бригады, стрелкового полка на автомашинах, артиллерийского и зенитно-артиллерийского полков, самоходно-артиллерийского дивизиона, дивизиона реактивной артиллерии и сапёрной роты. Начав наступление в ночь на 9 августа без артиллерийской и авиационной подготовки, войска 36А успешно преодолели сопротивление частей прикрытия противника, на правом фланге овладели Чжалайнор-Маньчжурским УР, а на левом — форсировали р. Аргунь и устремились к г. Хайлар. К исходу дня они продвинулись на 40 км. Продолжая стремительное наступление, на 2-й день блокировали Хайларский УР, а главными силами развивали наступление в глубь Маньчжурии. Преодолев горный массив Большой Хинган, 17 августа освободили гг. Бухэду (Бокэту), Ялу и Чжаланьтунь (Бутэхаци), а 19 августа передовыми подразделениями 205-й танковой бригады — г. Цицикар. Одновременно частью сил армия продолжала вести бои за Хайларский УР и 18 августа овладела им.
В последующем разоружала части японской Квантунской армии при её капитуляции.
За мужество, отвагу и высокое воинское мастерство тысячи воинов 36 А награждены орденами и медалями. Ряд её соединений и частей награждён орденами и удостоен почётных наименований.
После завершения боевых действий армия была возвращена в СССР (управление — г. Чита). Часть входящих в её состав соединений расформировали, а часть была преобразована. Так, в составе армии появились 3-я и 8-я пулемётно-артиллерийские дивизии, 61-я танковая дивизия и др.
В августе 1947 г. полевое управление 36-й армии с отдельными воинскими частями и учреждениями было передано на формирование управления Забайкальского военного округа, а на базе управления 86-го армейского корпуса было сформировано полевое управление армии с дислокацией Цугольский дацан.
В июле 1948 г. во исполнение директивы Генерального штаба ВС СССР от 24.03.1948 г. № Орг/1/100428 г. полевое управление 36-й армии было расформировано.
В 1968 г. в связи с обострением обстановки на Дальневосточных рубежах был сформирован 86-й армейский корпус.
36-я армия (2-го формирования) сформирована 1 июня 1976 года на базе 86-го армейского корпуса (сформированного в 1968 году в связи с обострением обстановки на китайской границе); основная часть войск армии дислоцировалась в Читинской области, штаб в/ч 05776 — в г. Борзя. Армия входила в Забайкальский военный округ. 1 июня 1989 года 36-я армия переформирована в 55-й армейский корпус.
36-я армия (3-го формирования) сформирована в марте 1998 года на базе 55-го армейского корпуса. 36-я общевойсковая армия находилась в составе Забайкальского военного округа (с декабря 1998 года — Краснознамённого Сибирского военного округа, с декабря 2010 года — Восточного военного округа). В настоящее время армия дислоцируется на территории Республики Бурятия. Штаб армии, первоначально располагавшийся в Борзе, в начале 2009 года передислоцирован в Улан-Удэ.
По итогам 2019 года объединение признано лучшим в Восточном военном округе.
Из ныне существующих соединений и воинских частей два соединения: 37-я отдельная мотострелковая и 5-я отдельная танковая бригады являются преемниками традиций и носят почётные наименования 5-й и 2-й танковых дивизий соответственно.
10 марта 2025 года Указом президента Российской Федерации 26-му полку РХБЗ 36-й общевойсковой армии присвоено почётное наименование «гвардейский» за «массовый героизм и отвагу, стойкость и мужество проявленные личным составом полка в боевых действиях по защите Отечества и государственных интересов в условиях вооружённых конфликтов».
01 июля 2025 года Указом президента Российской Федерации 36-й общевойсковой армии присвоено почётное наименование «гвардейская» за «массовый героизм и отвагу, стойкость и мужество проявленные личным составом армии  в боевых действиях по защите Отечества и государственных интересов в условиях вооружённых конфликтов».

## Состав

### В конце 1980-х гг.
- Управление командующего, штаб и отдельная рота охраны и обеспечения (г. Борзя);
- 11-я гвардейская мотострелковая Нежинско-Кузбасская ордена Суворова дивизия (Безречная)[a];
- 38-я гвардейская мотострелковая Лозовская Краснознамённая дивизия (г. Сретенск)[b];
- 122-я гвардейская мотострелковая Волгоградско-Киевская ордена Ленина, Краснознамённая, орденов Суворова и Кутузова дивизия (п. Даурия)[c]
- в 1990 г. из Монголии выведена 41-я мотострелковая дивизия в п. Шерловая Гора и переформирована в 6052-ю бхвт, затем бхвт было вручено Боевое Знамя 164-й мсд;
- 11-й укреплённый район (Досатуй)[d];
- 18-й укреплённый район (г. Краснокаменск)[e]
- 19-й укреплённый район (ст. Билютуй)[f];
- 14-й укреплённый район (ст. Шерловая Гора)[g];
- 209-я пушечная артиллерийская бригада (п. Цугол);
- 65-я ракетная бригада (г. Нерчинск);
- 240-я зенитная ракетная бригада (ЗРК «Круг») (г. Борзя),
- 47-я бригада материального обеспечения (г. Борзя);
- 965-й реактивный артиллерийский полк (п. Мирная);
- н-й противотанковый артиллерийский полк (п. Степь);
- 175-й отдельный полк связи (узловой) (г. Борзя);
- 112-й отдельный транспортно-боевой вертолётный полк (г. Нерчинск);
- 291-я отдельная эскадрилья беспилотных летательных аппаратов (п. Безречная);
- 289-я отдельная вертолётная эскадрилья (п. Хада-Булак);
- 808-й отдельный батальон инженерных заграждений (п. Билитуй)
- 906-й отдельный десантно-штурмовой батальон (п. Хада-Булак, затем передислоцирован в п. Мирная);
- 1673-й отдельный батальон РЭБ (г. Краснокаменск, затем п. Ясная)[h];
- 175-й отдельный радиотехнический батальон ПВО (г. Борзя);
- 18-я отдельная рота специального назначения (с. Борзя Новая);
- 786-й узел связи (г. Борзя).[7]

### 2021 год
- управление (г. п. Сосновый Бор, Улан-Удэ), в/ч 05776;
- 5-я отдельная гвардейская танковая Тацинская Краснознамённая, ордена Суворова бригада (ст. Дивизионная), в/ч 46108;
- 37-я отдельная гвардейская мотострелковая Будапештская Краснознамённая, ордена Красной Звезды, Донская казачья бригада имени Е. А. Щаденко, в/ч 69647 (г. Кяхта);
- 30-я артиллерийская бригада, в/ч 62048 (п. Тальцы, г. Улан-Удэ)[8];
- 103-я ракетная Краснознамённая, орденов Кутузова и Богдана Хмельницкого бригада (Улан-Удэ), в/ч 47130. На вооружении ОТРК «Искандер»;
- 35-я гвардейская зенитная ракетная бригада (г. Улан-Удэ), в/ч 34696. На вооружении ЗРК «Бук-М3»;
- 75-я гвардейская бригада управления, в/ч 01229 (Улан-Удэ);
- 147-й инженерно-сапёрный полк (г. Кяхта);[9]
- 26-й гвардейский полк радиационной, химической и биологической защиты, в/ч 62563 (п. Онохой);
- 78-й отдельный ремонтно-восстановительный батальон;
- 792-й командный пункт ПВО;
- 729-й командно-разведывательный центр;
- 30-я отдельная рота спецназ.

## Командование

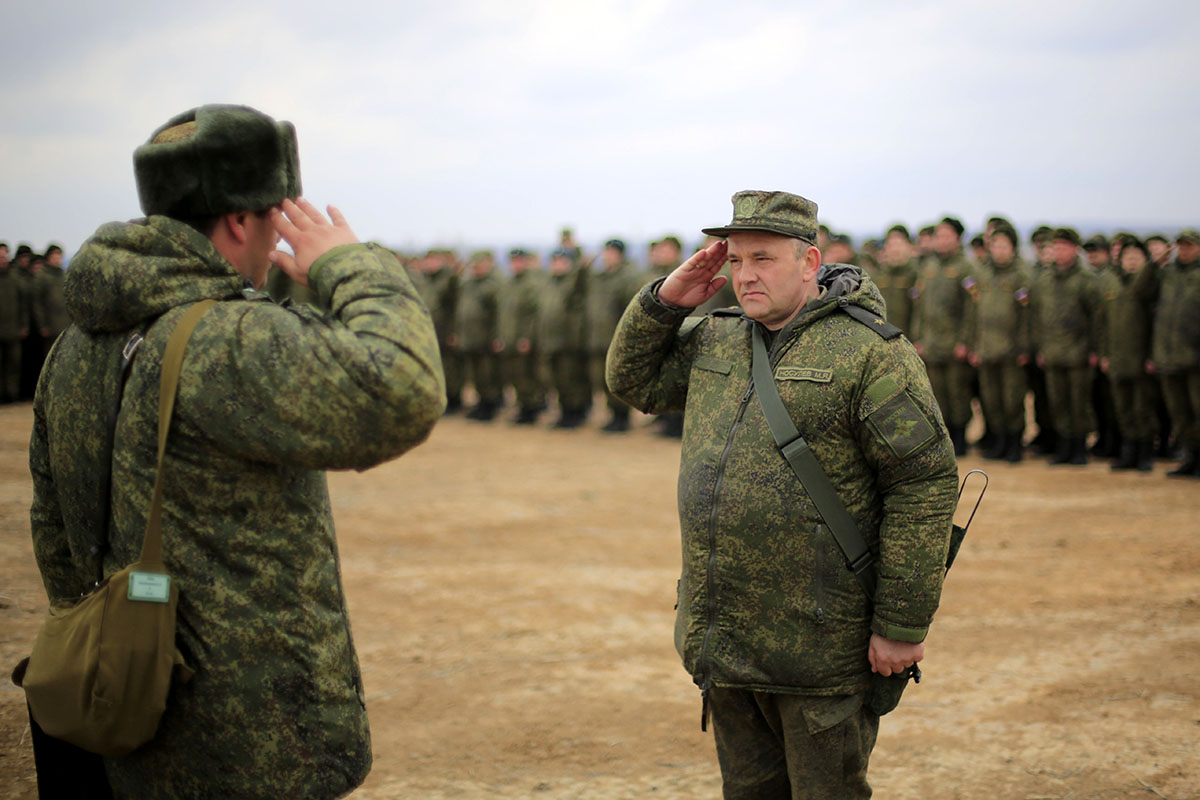
Михаил Носулев. 26 марта 2017 года.

### Командующий
- генерал-майор, с 16.10.1943 —— генерал-лейтенант Фоменко, Сергей Степанович (26.07.1941 — 06.1945),
- генерал-лейтенант, с 8.09.1945 — генерал-полковник Лучинский, Александр Александрович (06.1945 — 28.11.1945),
- генерал-лейтенант Фоменко, Сергей Степанович (28.11.1945 — 06.1948).

### Член Военного Совета
- дивизионный комиссар, с 6.12.1942 — генерал-майор Зудов, Александр Иванович (26.07.1941 — 5.09.1945),
- генерал-майор Шманенко, Василий Кузьмич (11.07.1945 — 3.09.1945).

### Начальник штаба
- комбриг, с 11.12.1942 — генерал-майор Данилов, Григорий Трофимович (26.07.1941 — 22.09.1942),
- полковник Кириллов, Михаил Сергеевич (22.09.1942 — 30.04.1943),
- генерал-майор Самонов, Никанор Иванович (30.04.1943 — 14.02.1944),
- полковник, с 2.11.1944 — генерал-майор Иванов, Евгений Васильевич (14.02.1944 — 07.1945),
- генерал-лейтенант Рогачевский, Самуил Миронович (07 — 09.1945).

### Заместитель командующего по танковым войскам (Командующие БТ и МВ)
- полковник Шевников, Иван Владимирович (9.04.1942 — 12.1944).

## Командующие армией (2-го и 3-го формирований)
- генерал-лейтенант Воронцов, Владимир Гаврилович[10] (01.06.1976 — 08.1980)[i];
- генерал-майор, с 30.10.1981 — генерал-лейтенант Краев, Владимир Степанович (08.1980 — 1985);
- генерал-майор Кузнецов, Анатолий Иванович (1985 — 11.1987);
- генерал-майор Кондратьев, Георгий Григорьевич (12.1987 — 03.1989);
- генерал-майор, с 15.10.1990 — генерал-лейтенант Суворов, Владимир Григорьевич (03.1989 — 1992) — командир 55-го армейского корпуса;
- генерал-лейтенант Баранов, Валерий Петрович (1992—1994) — командир 55-го армейского корпуса;
- генерал-лейтенант Зайцев, Анатолий Иннокентьевич (1994—1996) — командир 55-го армейского корпуса;
- генерал-лейтенант Абрашин, Евгений Егорович (1996—1998) — командир 55-го армейского корпуса;
- генерал-лейтенант Колмаков, Александр Петрович (08.1998 — 07.2000);
- генерал-лейтенант Мирзазянов, Хаким Исмагилович (07.2000 — 11.2003);
- генерал-лейтенант Чиркин, Владимир Валентинович (11.2003 — 02.2007);
- генерал-лейтенант Зарудницкий, Владимир Борисович (02.2007 — 04.2009);
- генерал-лейтенант Цилько, Владимир Генрихович (06.2009 — 02.2012);
- генерал-лейтенант Макаревич, Олег Леонтьевич (02.2012 — 02.2013);
- генерал-майор, с 13.12.2014 — генерал-лейтенант Теплинский, Михаил Юрьевич (02.2013 — 05.2015);
- генерал-майор Коваленко, Дмитрий Иванович (05.2015 — 19.2017);
- генерал-лейтенант Носулев, Михаил Яковлевич (10.2017 — 01.2020)[11];
- генерал майор, с 08.12.2021 — генерал-лейтенант Солодчук, Валерий Николаевич (01.2020 — 05.2022);
- генерал-майор Герасимов, Виталий Петрович (05.2022 — 2024);
- генерал-лейтенант Тюрин Григорий Ростиславович (с 2024).